# Hossein Ensan
Hossein Ensan (* 22. Mai 1964 in Teheran) ist ein professioneller deutsch-iranischer Pokerspieler.
Ensan hat sich mit Poker bei Live-Turnieren knapp 13,5 Millionen US-Dollar erspielt und gehört damit zu den erfolgreichsten deutschen Pokerspielern. Er gewann im Dezember 2015 das Main Event der European Poker Tour und im Juli 2019 die Poker-Weltmeisterschaft.

## Herkunft und Familie
Ensan stammt aus dem Iran und kam im Jahr 1990 nach Deutschland. Er arbeitete vor seiner Pokerkarriere als Taxiunternehmer. Ensan lebt mit seiner Frau und einer gemeinsamen Tochter in Greven.

## Pokerkarriere

### Werdegang
Ensan spielt seit dem Jahr 2002 Poker. Sein Stammcasino ist die Spielbank Hohensyburg in Dortmund.
Seine erste Geldplatzierung bei einem Live-Turnier erzielte Ensan im Februar 2013 bei der European Poker Tour (EPT) in Dortmund. Im August 2014 platzierte er sich erstmals beim EPT-Main-Event im Geld und belegte in Barcelona den aufgrund eines Deals mit mehr als 650.000 Euro dotierten dritten Platz. Ende März 2015 erreichte er beim EPT-Main-Event erneut den Finaltisch und sicherte sich auf Malta als Sechster über 150.000 Euro. Mitte Dezember 2015 gewann Ensan das EPT-Main-Event in Prag. Dafür setzte er sich gegen 1043 andere Spieler durch und erhielt aufgrund eines Deals mehr als 750.000 Euro. Mitte Oktober 2017 gewann Ensan das Circuitturnier der World Series of Poker im King’s Resort in Rozvadov mit einer Siegprämie von rund 185.000 Euro. Im Dezember 2017 belegte er beim High Roller der PokerStars Championship in Prag den dritten Platz, der mit 242.000 Euro bezahlt wurde. Im Juli 2019 war Ensan erstmals bei der Hauptturnierserie der World Series of Poker im Rio All-Suite Hotel and Casino am Las Vegas Strip erfolgreich und erreichte im Main Event nach Henry Nowakowski (2001) und Pius Heinz (2011) als dritter Deutscher den Finaltisch, der vom 14. bis 16. Juli 2019 gespielt wurde. Ensan startete mit den meisten Chips und setzte sich beim dreitägigen Finaltisch letztlich im Heads-Up gegen den Italiener Dario Sammartino durch. Dafür erhielt Ensan das Bracelet als Pokerweltmeister sowie eine Siegprämie von 10 Millionen US-Dollar. Im Oktober 2019 belegte er beim Platinum High Roller der World Series of Poker Europe in Rozvadov den dritten Platz und erhielt ein Preisgeld von rund 250.000 Euro.

### Preisgeldübersicht
| Jahr   | Preisgeld (in $) | Turniersiege |
| ------ | ---------------- | ------------ |
| 2013   | 12.999           | 0            |
| 2014   | 882.789          | 1            |
| 2015   | 1.139.440        | 4            |
| 2016   | 3.155            | 0            |
| 2017   | 589.073          | 2            |
| 2018   | 42.683           | 0            |
| 2019   | 10.321.973       | 1            |
| 2020   | 68.353           | 0            |
| 2021   | 39.521           | 0            |
| 2022   | 167.840          | 0            |
| 2023   | 206.606          | 1            |
| 2024   | 0                | 0            |
| gesamt | 13.474.432       | 9            |